# 583
583(오백팔십삼)은 582보다 크고 584보다 작은 자연수다.

## 수학
- 합성수로, 그 약수는 1, 11, 53, 583이다. 진약수의 합은 65이므로, 583은 부족수다.

## 교통

### 철도
- 일본국유철도 583계 전동차(일본어판, 영어판)

### 도로
- 유럽 고속도로 583호선: 루마니아 로만에서 우크라이나 지토미르까지 이어지는 유럽 고속도로.

- 도도부현도
  - 583번 니가타현도(일본어판)
  - 583번 홋카이도도(일본어판)
  - 583번 후쿠오카현도(일본어판)

## 문화재
- 대한민국의 보물 제583호: 전주 풍패지관

## 기타
- 연도: 583년, 기원전 583년